# Thiodia tscheliana
Thiodia tscheliana is een vlinder uit de familie bladrollers (Tortricidae). De wetenschappelijke naam is voor het eerst geldig gepubliceerd in 1927 door Caradja.
De soort komt voor in Europa.